# Ken Walter
Pour les articles homonymes, voir Walter.
(en) Statistiques sur pro-football-reference
Ken Walter (né le 15 août 1972 à Cleveland en Ohio) est un joueur américain de football américain qui évoluait comme punter dans la National Football League (NFL).
Après avoir évolué au niveau universitaire pour les Golden Flashes de Kent State University, il signe avec les Panthers de la Caroline en 1997. Après quatre saisons en Caroline du Nord, il signe avec les Patriots de la Nouvelle-Angleterre, avec lesquels il remporte deux titres du Super Bowl, et a servi comme holder pour le kicker Adam Vinatieri. Il a ainsi tenu le ballon pour Vinatieri lors de ses coups de pied gagnants lors des éditions XXXVI et XXXVIII du Super Bowl, ainsi que le controversé Tuck Rule Game qui avait lieu dans des conditions météorologiques difficiles.
Il rejoint ensuite les Seahawks de Seattle en 2004, puis après une saison sans jouer, il retourne avec les Patriots lors de la saison 2006 afin de remplacer Josh Miller, blessé. Il se blesse toutefois vers la fin de la saison, ce qui marque la fin de sa carrière.